# Judith Holzmeister

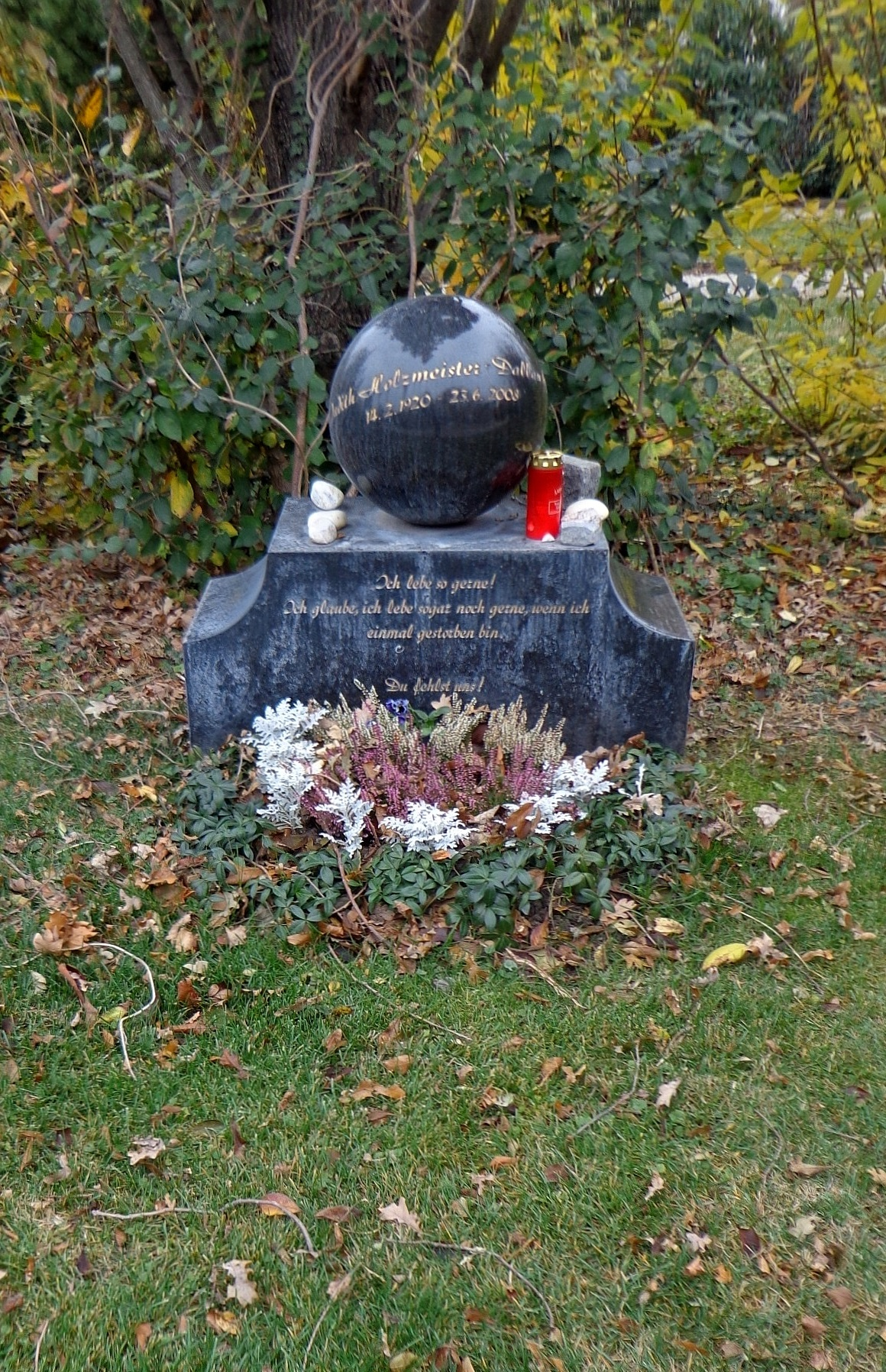
Wiener Zentralfriedhof – Ehrengrab von Judith Holzmeister

Judith Holzmeister (* 14. Februar 1920 in Innsbruck; † 23. Juni 2008 in Baden bei Wien) war eine österreichische Schauspielerin.

## Leben
Judith Holzmeister wurde 1920 als Tochter des Architekten Clemens Holzmeister geboren. Ihre Schauspielausbildung erhielt sie am Reinhardt-Seminar unter anderem bei Tilla Durieux. Nach Engagements als Theaterschauspielerin am Landestheater Linz und am Deutschen Volkstheater gehörte sie von 1947 bis zu ihrer Pensionierung 1985 dem Wiener Burgtheater an.
Am Deutschen Volkstheater debütierte sie 1942 bei Walter Bruno Iltz als Schillers Jungfrau von Orléans mit O. W. Fischer als Lionel und spielte dort im selben Jahr auch Lessings Minna von Barnhelm mit Inge Konradi als Franziska und 1943 Schillers Maria Stuart mit Dorothea Neff als Königin Elisabeth.
Ihre Filmkarriere startete sie als 19-Jährige mit der weiblichen Hauptrolle in Luis Trenkers Befreiungsdrama Der Feuerteufel, wobei sich bei ihr physische Schönheit mit schauspielerischem Können paarte. Vor allem am Theater spielte sie über Jahrzehnte hinweg große Rollen. Auch in zwei Uraufführungen von Stücken des Schriftstellers Thomas Bernhard wirkte sie mit. Besondere Gestaltungskraft widmete sie Stücken der Antike, und am Burgtheater wurde sie darin zumal vom Regisseur Luca Ronconi eingesetzt. Holzmeister und Ronconi verband eine große gegenseitige Sympathie, die Schauspielerin hielt bei einer Preisverleihung an Ronconi 2003 in Taormina eine Ansprache.
Holzmeister war von 1947 bis 1955 mit Curd Jürgens verheiratet, mit dem sie in dem Musikfilm Wiener Mädeln spielte. Nach der Scheidung war sie ab 1959 mit Bruno Dallansky verheiratet. Sie hatten eine gemeinsame Tochter.
1973 erhielt die Schauspielerin die Kainz-Medaille und seit 1991 war sie die erste Trägerin des Liselotte-Schreiner-Rings.
Holzmeister zählte während des Zweiten Weltkriegs und ihres Engagements am Volkstheater zu den Künstlern, die den Nationalsozialismus ablehnten. Das Ensemble trug dazu bei, dass die Kollegin Dorothea Neff jahrelang eine jüdische Freundin in ihrer Wohnung verstecken konnte. In der ORF-Dokumentation „Die Sterne verlöschen nicht“  wurde 2005 diese bislang in der Öffentlichkeit kaum bekannte Episode in Holzmeisters Leben behandelt.
Judith Holzmeister wurde am 11. September 2008 auf der Wiener Burgtheaterstiege (Volksgartenseite) verabschiedet, nach der Tradition einmal um das Haus getragen und anschließend in der Feuerhalle Simmering, die ihr Vater entworfen hatte, eingeäschert. Ihre Urne ist auf dem Wiener Zentralfriedhof in einem Ehrengrab der Stadt Wien (Gruppe 33G, Nummer 40) beigesetzt.
Im Jahr 2016 wurde im 23. Wiener Gemeindebezirk Liesing der Judith-Holzmeister-Weg nach ihr benannt.

## Filmografie
- 1940: Der Feuerteufel
- 1947: Triumph der Liebe
- 1949: Wiener Mädeln
- 1949: Eroica
- 1950: Prämien auf den Tod
- 1952: Haus des Lebens
- 1952: 1. April 2000
- 1953: Musik bei Nacht
- 1955: Götz von Berlichingen
- 1956: Kaiserjäger
- 1956: Wilhelm Tell
- 1959: Maria Stuart
- 1960: Don Carlos
- 1970: Wie ein Träne im Ozean
- 1975: Memento Mori
- 1981: Wie der Mond über Feuer und Blut
- 1995: Lovers
- 2006: Das Leben – ein Theater (Fernsehdokumentation)